# Viive Noor

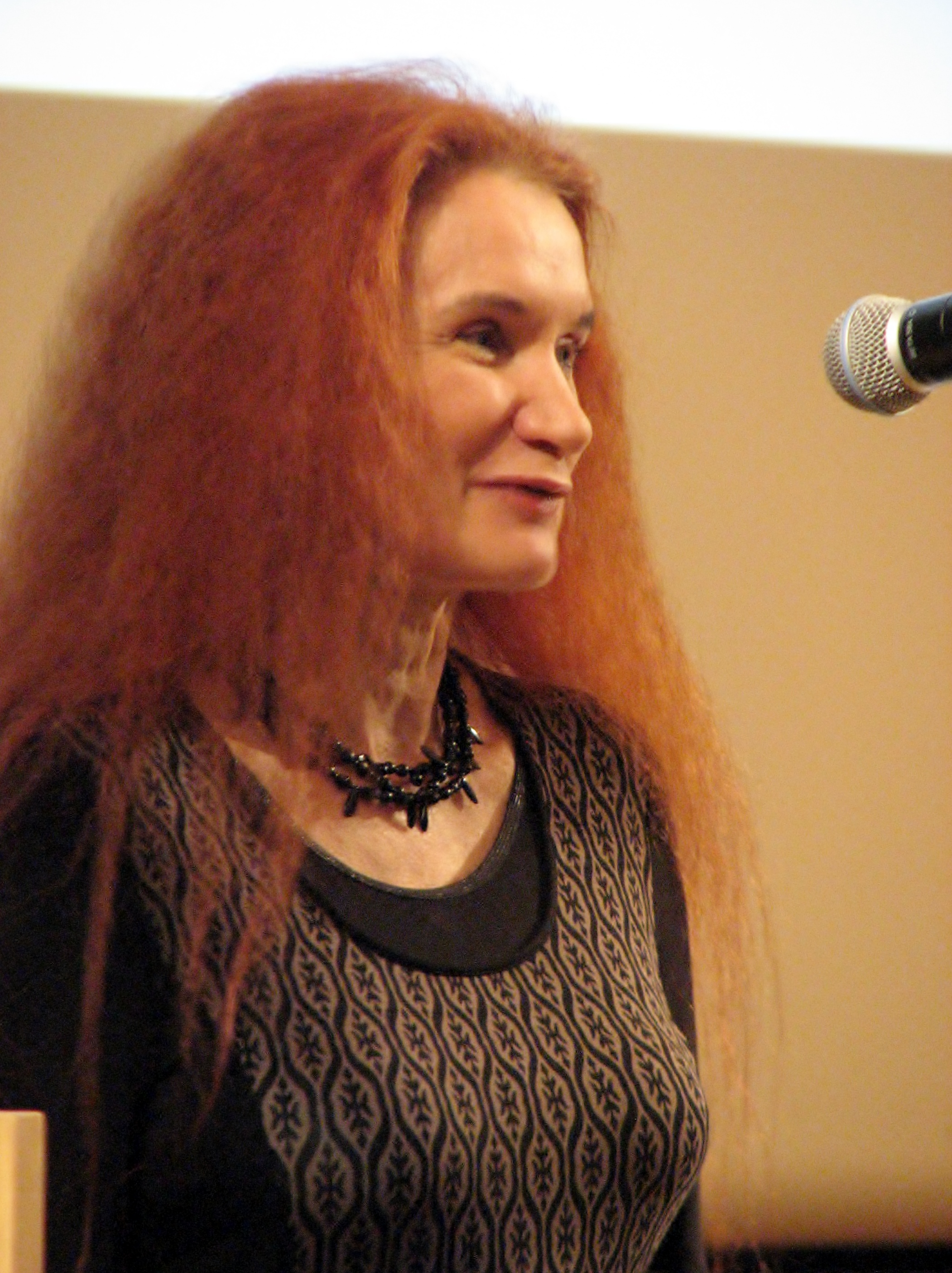
Viive Noor em 2010

Viive Noor (nascida em 7 de outubro de 1955) é uma ilustradora e curadora estoniana.
Em 1981 formou-se no Instituto de Arte Estatal da RSS da Estónia em design de moda e artes gráficas.
É fundadora e organizadora da Trienal de Ilustrações de Tallinn "O Poder das Imagens" (2003, 2006, 2009, 2013, 2017).
Ela trabalha como curadora no Centro de Literatura Infantil da Estónia .
É membro de várias organizações, incluindo a Associação de Artistas Gráficos da Estónia e a Associação de Designers Gráficos da Estónia.